# Vassílis Rápanos
Vassílis Rápanos (en grec moderne : Βασίλης Ράπανος) est un économiste grec.

## Biographie
Vassílis Rápanos est né en 1947 sur l'île de Kos. Il a obtenu son baccalauréat de l'Université d’économie d’Athènes en 1975 et un doctorat de l'Université Queen's à Kingston en 1982.

### Un économiste d'expérience
Pendant la dictature des colonels, Rápanos a été emprisonné pendant plus de quatre ans pour avoir participé à la résistance de gauche contre le régime militaire. Il est un ancien professeur d'économie au Département d'économie à l'Université d'Athènes. Il a également servi de conseiller financier du Premier ministre Konstantínos Simítis de l'an 2000 à 2004 et pour les délégations grecque à l'Union européenne et de l'OCDE. Il a également servi le ministère de l'Économie à l'époque où la Grèce a rejoint l'euro en 2001. Il a servi en tant que président de l'Organisation hellénique des télécommunications de 1998 à 2000. Il a également été d'abord vice-gouverneur, puis gouverneur de la National Mortgage Bank de la Grèce. Il a travaillé comme associé de recherche à l'Institut de recherche économique et industrielle (IOBE) de 2007 à 2009. Il a été président du conseil de la Banque Nationale de Grèce depuis 2009 et président non-exécutif de l'Association des banques grecques,,.
Le 16 août 2016, il est élu membre de l'Académie d'Athènes.

### Ministre des Finances  pressenti
La nomination de Rápanos au ministère des Finances dans le gouvernement Samarás, annoncée le 20 juin 2012, n'a pas été entérinée puisqu'il a renoncé à cette charge quelques jours plus tard pour raisons de santé, avant de prêter serment. C'est Ioánnis Stournáras qui se voit confier ce portefeuille.